# Malamute de Alaska
El malamute de Alaska (en inglés: Alaskan Malamute), también conocido simplemente como malamute, es una raza de perro de trineo originaria de los Estados Unidos. Es similar a otras razas árticas como el husky siberiano (con el que no debe confundirse debido a sus rasgos físicos muy similares), el samoyedo, el perro de Groenlandia y el perro esquimal canadiense.

## Linaje
Aunque se cree que los primeros perros llegaron a América hace doce mil años, las personas y sus perros no se asentaron en el Ártico hasta el pueblo paleoesquimal hace cuatro mil quinientos años, seguido por el pueblo Thule hace mil años, ambos originarios de Siberia. Se cree que los malamutes fueron criados por el pueblo Malimiut Inupiaq de la región Norton Sound de Alaska.
El Malamute ha sido identificado como una raza basal que precede al surgimiento de las razas modernas en el siglo XIX. Un estudio de 2013 mostró que el Malamute de Alaska tiene un origen asiático oriental similar al del perro de Groenlandia y el perro esquimal canadiense, aunque está claramente relacionado con ellos, pero contiene una posible mezcla del husky siberiano.
En 2015 un estudio que utilizó varios marcadores genéticos indicó que el malamute, el husky siberiano y el husky de Alaska comparten una estrecha relación genética entre sí y están relacionados con los perros de trineo de Chukotka de Siberia. Estaban separados de los dos perros inuit, el perro esquimal canadiense y el perro de Groenlandia. En América del Norte, tanto el malamute como el husky siberiano habían mantenido su linaje siberiano y habían contribuido significativamente al husky de Alaska, que mostró evidencia de cruce con razas europeas que era consistente con la creación de esta raza en América del Norte poscolonial. Se descubrió que el ADN extraído de un perro de nueve mil quinientos años, Zhokhov, llamado así por la isla siberiana, compartía un ancestro común con el perro de trineo de Groenlandia, el malamute de Alaska y el husky siberiano.

## Apariencia

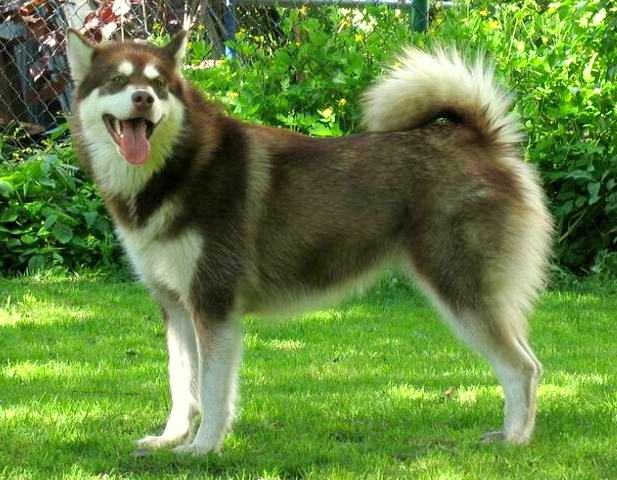
Malamute de Alaska hembra roja y blanca.

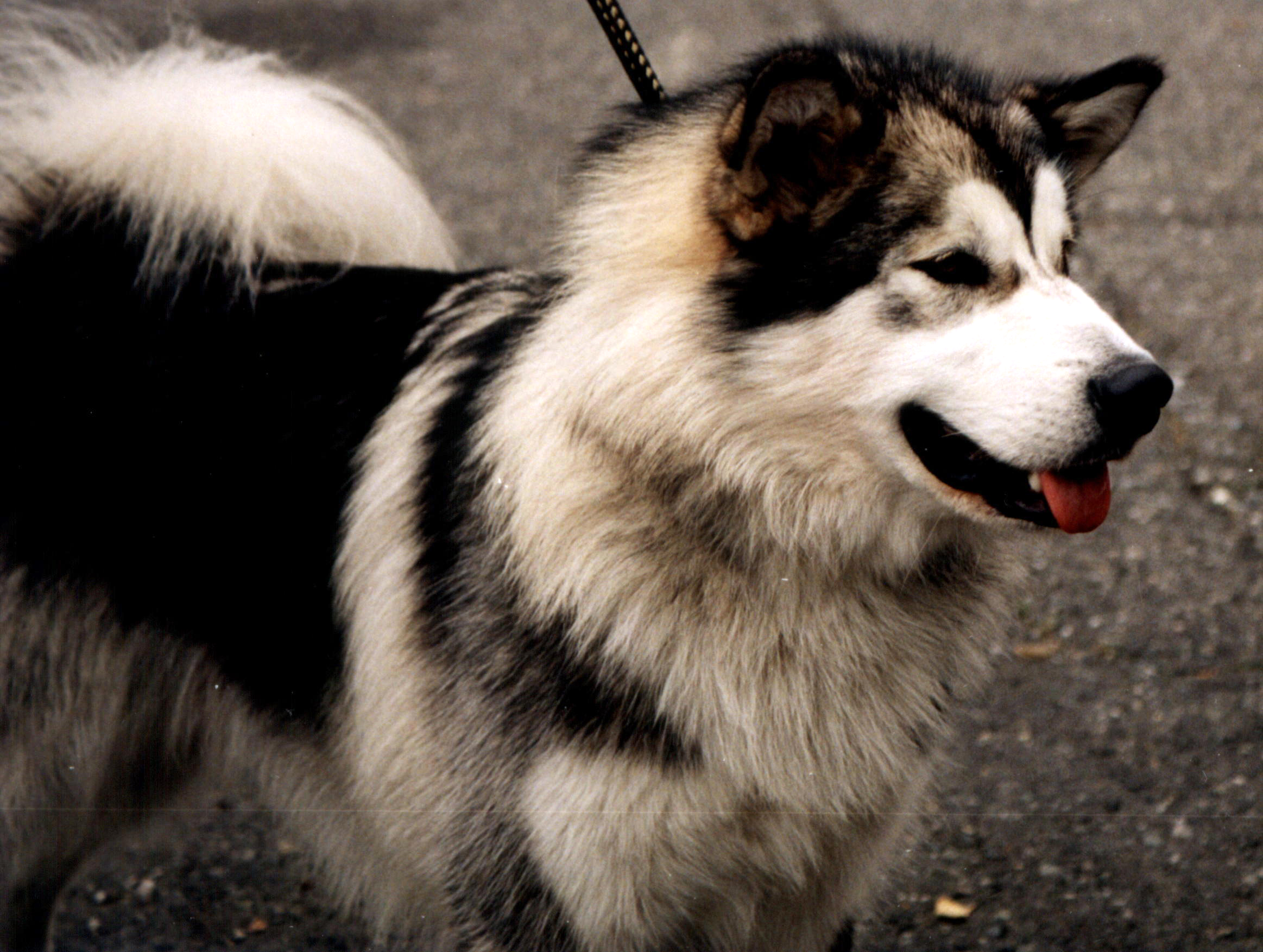
Malamute de Alaska con pelaje blanco y negro.

El estándar de raza del American Kennel Club (AKC) describe un rango natural de tamaño, con un tamaño deseado de 58 cm de alto y 34 kg para las hembras, 64 cm de alto y 39 kg para los machos. Es común ver individuos más pesados 41 kg y perros de menos de 34 kg. A menudo hay una marcada diferencia de tamaño entre machos y hembras. También se ven pesos superiores a los 45 kg.
El Malamute de Alaska tiene una doble capa de pelo. La capa interna tiene una textura aceitosa y lanosa y puede tener un grosor de hasta dos pulgadas.  La capa protectora externa es áspera y se separa del cuerpo más tiempo en la cruz, pero no más de una pulgada de los lados del cuerpo. Las orejas son pequeñas en proporción a la cabeza y se mantienen firmemente erguidas cuando están en posición de firmes. El Malamute de Alaska es un perro pesado, con una naturaleza y una estructura más formidables que el Husky siberiano, que se cría para la velocidad. El Malamute de Alaska se cría para la potencia y la resistencia, que es su función original y lo que el estándar de la raza requiere de los criadores de Malamute de Alaska.
Los colores habituales son varios tonos de gris y blanco, sable y blanco, negro y blanco, foca y blanco, rojo y blanco o blanco sólido. Hay una amplia gama de marcas en la raza, incluidas marcas en la cara, manchas, una salpicadura en la nuca y un collar o medio collar. El blanco es a menudo el color predominante en el cuerpo, partes de las patas, pies y parte de las marcas de la cara. En términos de variantes de color, algunos Malamutes exhiben un matiz de color gris oscuro a beige alrededor de sus adornos y áreas blancas, presentando un gen ligado al color conocido como Agouti.
Los ojos del Malamute de Alaska tienen forma de almendra y son de varios tonos de marrón; sin embargo, se prefieren los ojos más oscuros. Los Malamute de Alaska de raza pura no tienen ojos azules. La constitución física del Malamute es compacta y fuerte, con sustancia, huesos y pies con forma de raqueta de nieve.
Según el estándar de raza del AKC, la cola del Malamute está bien cubierta de pelo y se lleva sobre la espalda como una pluma ondulante. Ocasionalmente se ven colas en espiral, pero están mal consideradas en el estándar de raza del AKC (una cola en espiral se ve comúnmente en el Akita). Las colas bien cubiertas de pelo de los Malamute ayudan a mantenerlos calientes cuando se acurrucan en la nieve. A menudo se los ve envolviendo la cola alrededor de su nariz y cara, lo que presumiblemente los ayuda a protegerse contra el clima severo, como la nieve que sopla. Sus orejas son generalmente erguidas, en forma de cuña, pequeñas en proporción a la cabeza y colocadas a un lado del cráneo. El hocico es profundo y ancho, estrechándose ligeramente desde el cráneo hasta la nariz. La nariz y las encías son negras, pero algunos Malamute tienen una nariz de nieve, que es negra con un matiz rosado que puede oscurecerse o aclararse, según la temporada.

## Temperamento

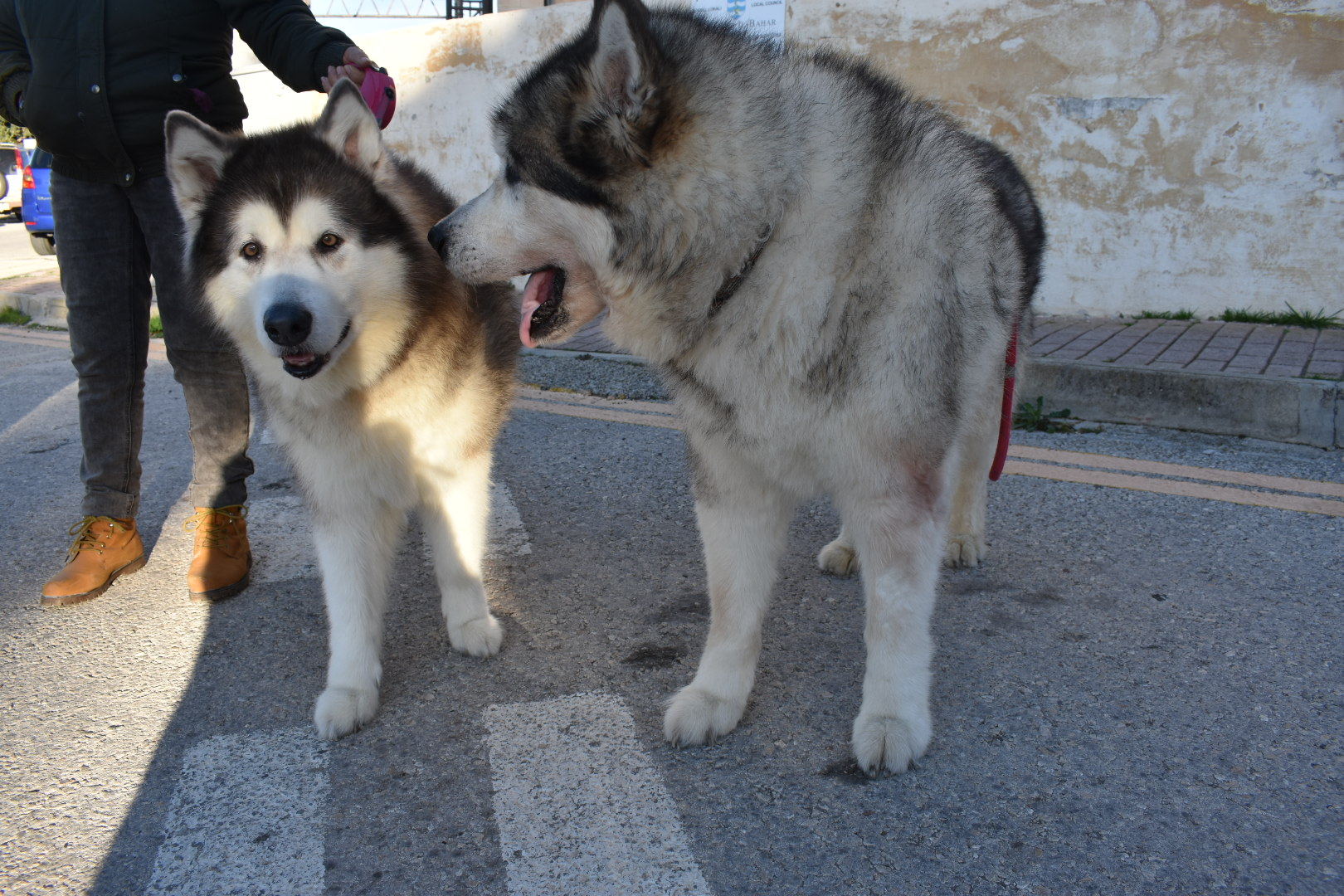
Dos malamutes de Alaska.

Los Malamute de Alaska todavía se utilizan como perros de trineo para viajes personales, transporte de carga o para ayudar a mover objetos ligeros; algunos, sin embargo, se utilizan para la actividad recreativa de trineo, también conocido como mushing, así como para skijoring, bikejoring y canicross. Sin embargo, la mayoría de los Malamute de hoy en día se mantienen como mascotas familiares o como perros de exhibición o de rendimiento en tracción de peso, agilidad canina o carga. Los Malamute son generalmente más lentos en carreras de trineos tirados por perros de larga distancia en comparación con razas más pequeñas y rápidas, por lo que su utilidad laboral se limita al transporte de carga o a viajar a largas distancias a un ritmo mucho más lento que el requerido para las carreras. También pueden ayudar a mover objetos pesados en distancias más cortas. Un Malamute de Alaska macho adulto puede tirar de alrededor de 500 a 1500 kilogramos de peso, según la constitución y el entrenamiento.

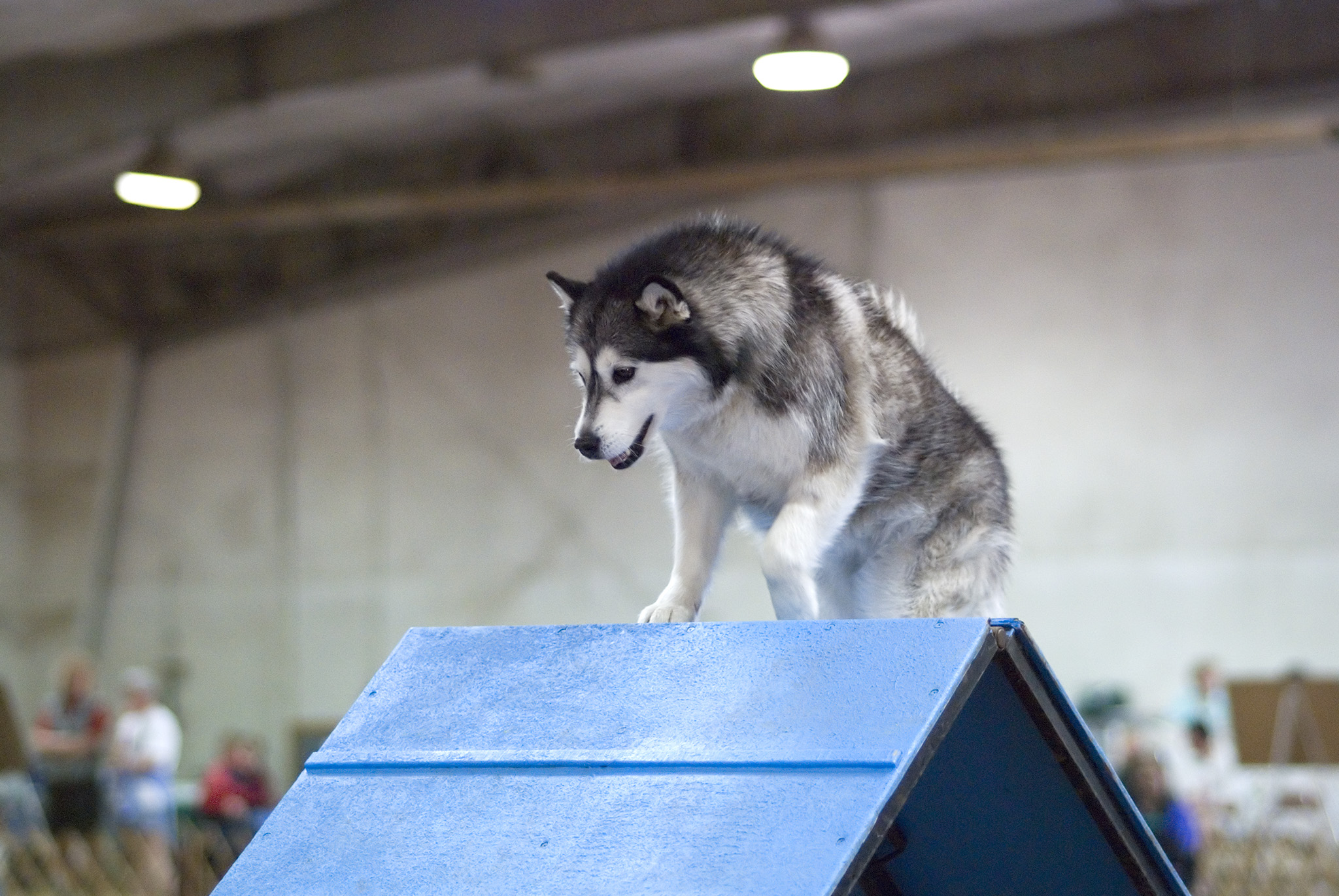
Malamute sorteando una prueba en agility.

Los malamute, al igual que otras razas de perros de trineo y del norte, pueden tener un gran instinto de presa, debido a sus orígenes y crianza. Esto puede significar que en algunos casos perseguirán animales más pequeños, incluidos otros caninos, así como conejos, ardillas y gatos. Si bien los malamute son, por regla general, particularmente amigables con las personas y se les puede enseñar a tolerar mascotas más pequeñas, es necesario tener cuidado con ellos cuando están cerca de animales más pequeños y niños pequeños.

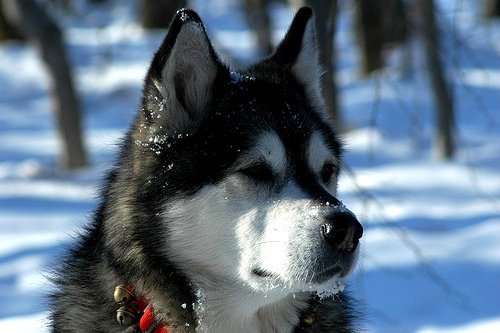
Malamute de Alaska, atento.

Los malamute son muy cariñosos con las personas, un rasgo que los convierte en perros de familia especialmente buscados, pero perros guardianes poco fiables, ya que no tienden a ladrar. Los malamute son ágiles con los muebles y los objetos pequeños, lo que los convierte en perros domésticos ideales, siempre que pasen mucho tiempo al aire libre para satisfacer sus considerables necesidades de ejercicio.Los malamute de Alaska también suelen participar en programas de terapia con animales, como visitar a pacientes en hospitales, debido a su naturaleza apacible.
En general, como muchas otras razas, estos perros son animales de manada fuertes y necesitan un líder.
Los malamute son perros generalmente tranquilos y rara vez ladran. Cuando un malamute vocaliza, a menudo parece estar "hablando" al vocalizar un sonido "woo woo". Un perro spitz de aspecto similar, el husky siberiano, es mucho más vocal.

## Salud

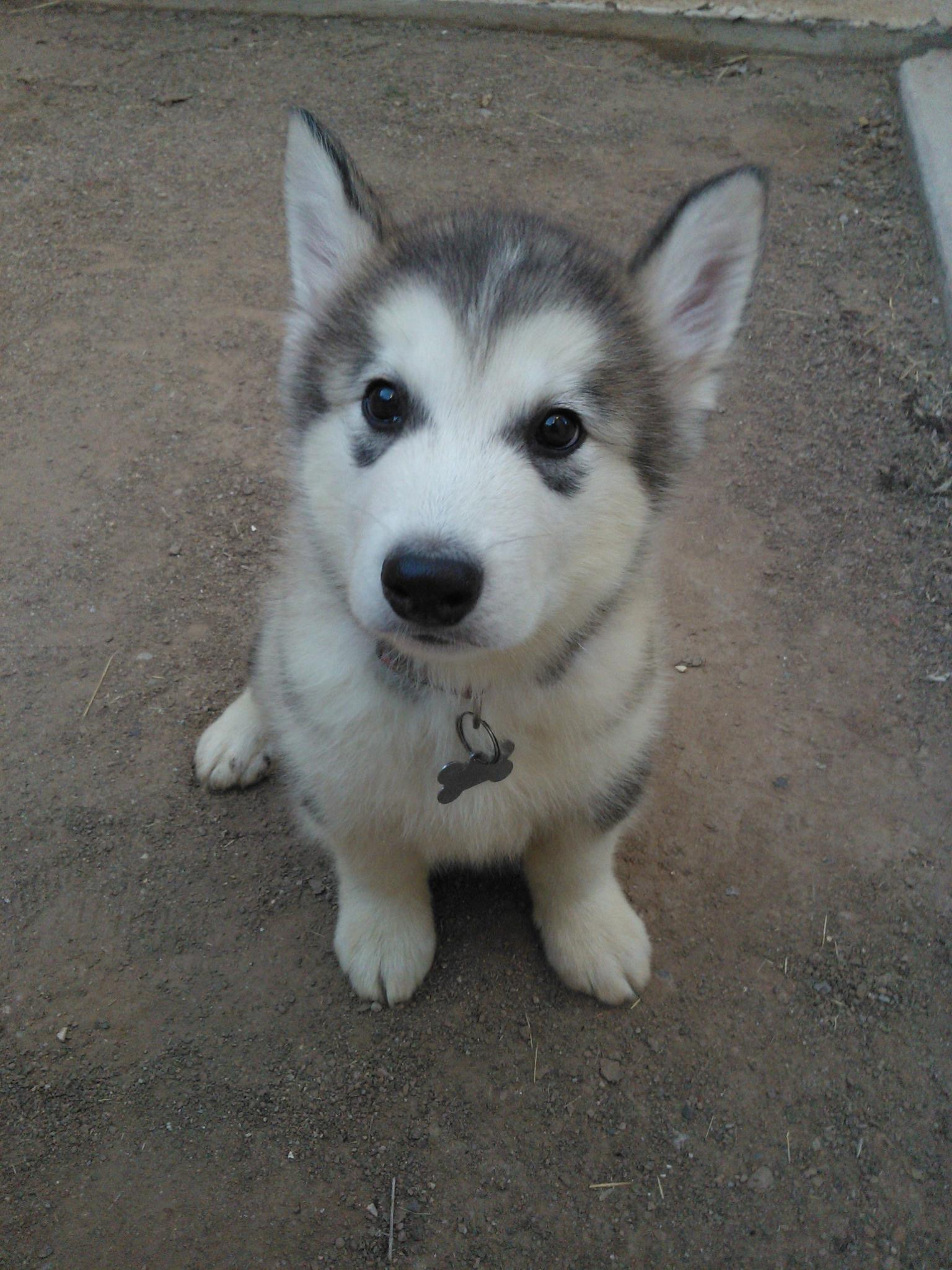
Cachorro malamute de dos meses de edad.

Un estudio de 2024 en el Reino Unido encontró una esperanza de vida promedio de 11,3 años en comparación con un promedio de 12,7 para las razas puras y 12 para los cruces.
Los problemas de salud más comunes de los Malamute de Alaska, según la encuesta del Kennel Club del Reino Unido de 2004 (basada en una muestra de 64 perros), fueron problemas musculoesqueléticos (displasia de cadera) y cataratas hereditarias. Existen otros problemas de salud en la raza, cuyos orígenes se desconocen, entre ellos trastornos convulsivos, que se dan tanto en cachorros jóvenes como en adultos, epilepsia, problemas cardíacos congénitos, problemas renales y trastornos de la piel.
Otros problemas de salud en los Malamute incluyen displasia de codo, polineuropatía hereditaria, osteocondrodisplasia, hipoplasia cerebelosa, defectos cardíacos y problemas oculares (en particular cataratas y atrofia progresiva de retina). Un problema creciente entre las razas de perros árticos, incluido el Malamute de Alaska, es la diabetes canina, que aparece típicamente en la mediana edad (5 a 7 años).
Otro problema de salud de los Malamute es la deficiencia de zinc . Esta raza no puede absorber fácilmente el zinc, por lo que pueden surgir infecciones y problemas en la piel y el pelaje.
Los trastornos de la tiroides son el problema hormonal más común en los perros y el hipotiroidismo es común en los Malamutes.

## Historia

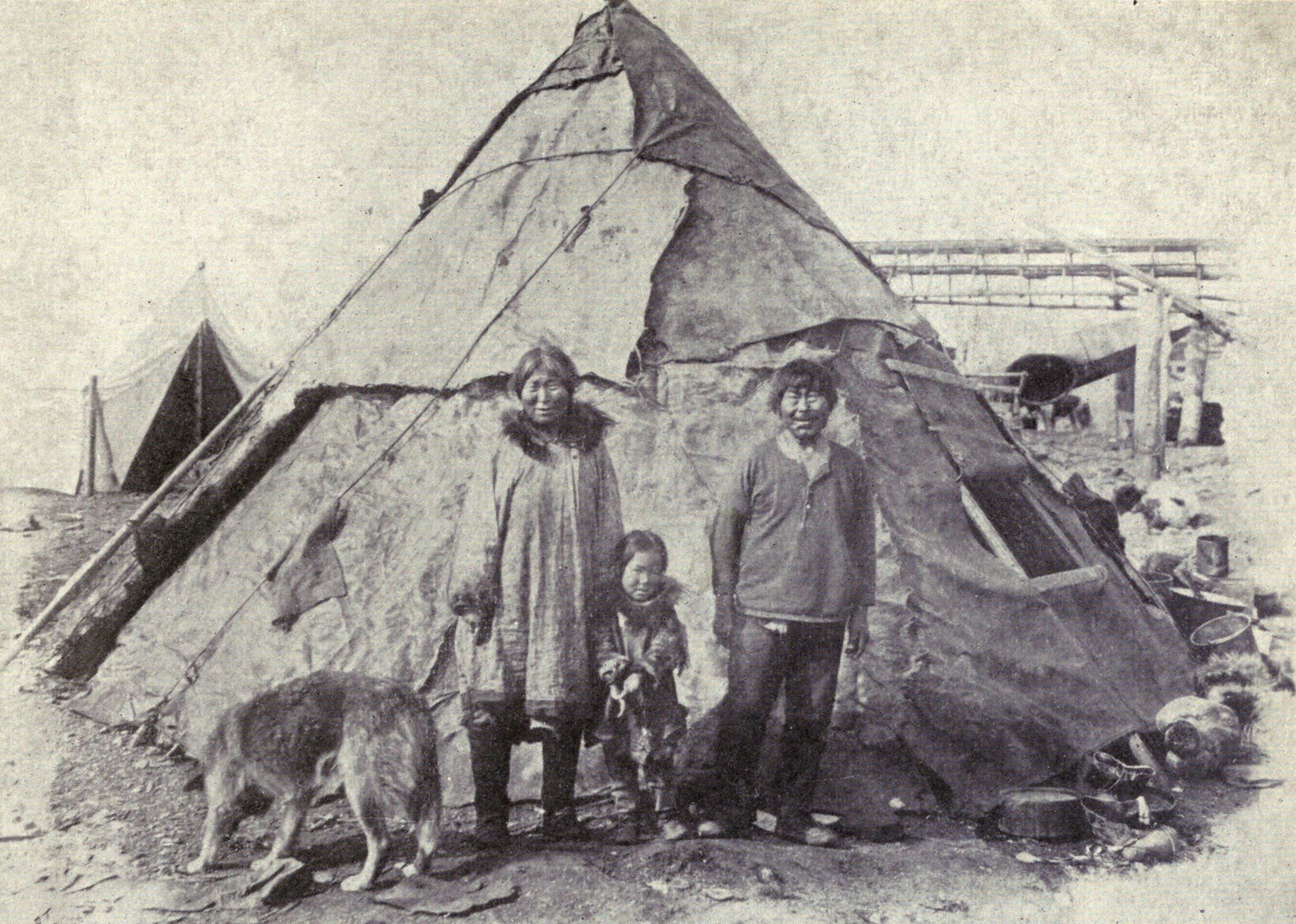
Una familia inupiat con un malamute de 1915.

El malamute de Alaska desempeñó un papel destacado junto a sus compañeros humanos como perro utilitario, trabajando, cazando y viviendo junto a los humanos. Los perros eran famosos por sus excelentes habilidades de caza y se utilizaban para cazar grandes depredadores como los osos. También ayudaban a sus dueños a encontrar focas alertándolos de sus espiráculos. La relación interdependiente entre el Malamute y sus perros fomentó la prosperidad entre ambos y les permitió prosperar en la inhóspita tierra sobre el círculo polar ártico.
Durante un breve período durante la fiebre del oro de Klondike de 1896, el Malamute y otros perros de trineo se volvieron extremadamente valiosos para los buscadores y colonos recién llegados y frecuentemente fueron cruzados con razas importadas. El reconocimiento de la raza llegó en 1935, en gran parte gracias a los esfuerzos de la Sra. Eva B. Seeley. En ese momento, muchos perros eran de ascendencia desconocida. Aquellos que parecían de raza pura se utilizaban para la cría, otros se eliminaban. Después de unos años, el registro se cerró.
Las pérdidas en el servicio en la Segunda Guerra Mundial eliminaron prácticamente la raza. En 1947, se estimó que solo quedaban unos 30 perros registrados, por lo que se reabrió el libro genealógico. Robert J. Zoller se involucró en la raza y aprovechó esta oportunidad para combinar perros M''Loot y Hinman/Irwin con Kotzebues seleccionados para crear lo que se convirtió en la línea Husky-Pak. Todos los Malamute modernos descienden de las primeras cepas y muestran combinaciones de características en mayor o menor grado. De ahí las diferencias naturales que vemos hoy.

— AKC El Malamute tiene una historia distinguida: ayudó al contralmirante Richard Byrd en su viaje al Polo Sur y a los mineros que llegaron a Alaska durante la fiebre del oro de 1896, además de servir en la Segunda Guerra Mundial, principalmente como perro de búsqueda y rescate en Groenlandia, aunque también se utilizó como perro de carga y embalaje en Europa. Este perro nunca estuvo destinado a ser un perro de trineo de carreras; se utilizó para el transporte pesado de mercancías, tirando de cientos, tal vez miles de libras de suministros a pueblos y campamentos en grupos de al menos cuatro perros para cargas pesadas. 
La mascota husky de la Universidad de Washington es un malamute de Alaska. En 2010, el malamute de Alaska fue nombrado perro oficial del estado de Alaska.